# Wilde peen
Wilde peen (Daucus carota), ook wel vogelnestje genoemd, is een plant uit de schermbloemenfamilie (Umbelliferae of Apiaceae). De plant komt algemeen voor in de Benelux.
De plant onderscheidt zich van de bekende oranjegele wortel of waspeen (Daucus carota subsp. sativa) door zijn penwortel die wit, vertakt en minder vlezig is. De geur van de wortel is echter onmiskenbaar. Wilde peen komt voor in droge graslanden, bermen, dijken en duinen. De plant wordt 30–90 cm hoog.
Wilde peen is een tweejarige plant. De soort heeft koude nodig voor ze kan bloeien. In het tweede jaar, na de winter, gebruikt de plant de opgeslagen voedingsstoffen uit de wortel voor de verdere groei en ontwikkeling. De soort bloeit in juni tot de herfst met schermen. Het scherm bestaat uit vele stralen, waarvan de buitenste bij rijping in de vorm van een "vogelnestje" naar binnen zijn gebogen.
De bloemetjes zijn wit of roze met in het midden van het scherm vaak een plukje zwart-purperachtig. De elliptische splitvrucht is 2–3 mm lang, die met vier rijen lange aan de top hakige stekels bezet is. De plant is stijf behaard en de bladeren zijn twee- tot drievoudig geveerd. De plant is rijk aan caroteen en vitamine B.

## Afbeeldingen

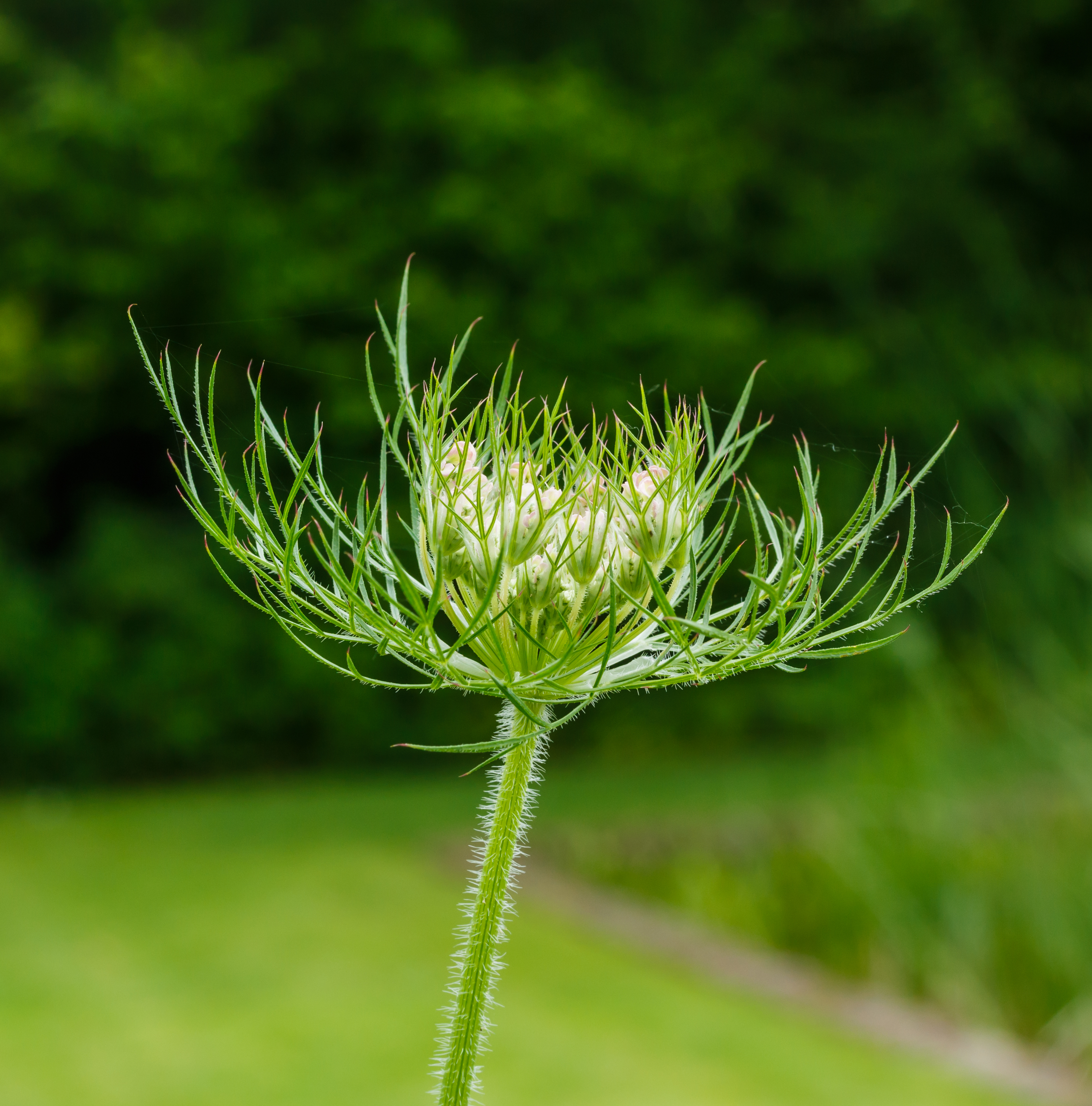
Jonge bloeiwijze
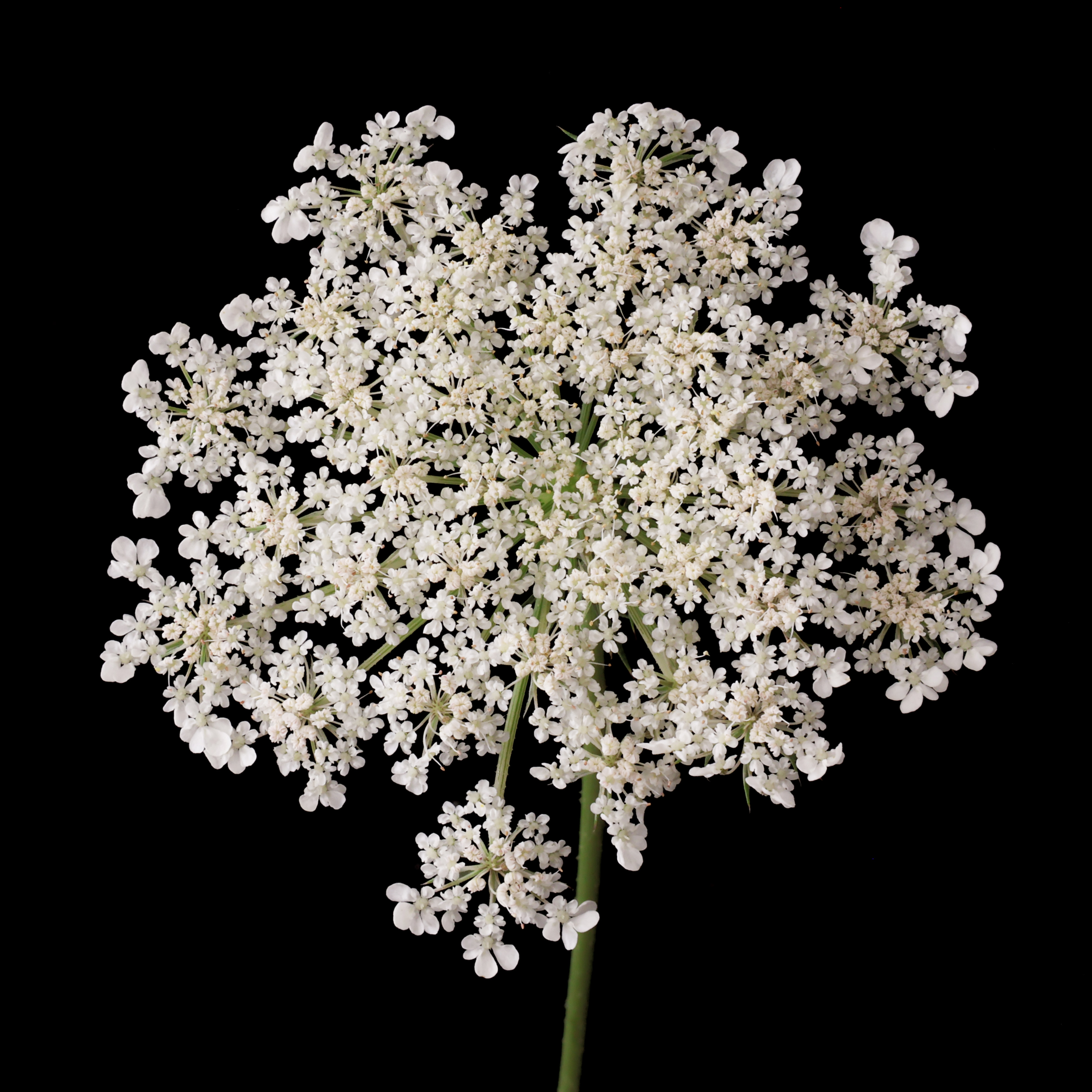
bloeiwijze wilde peen
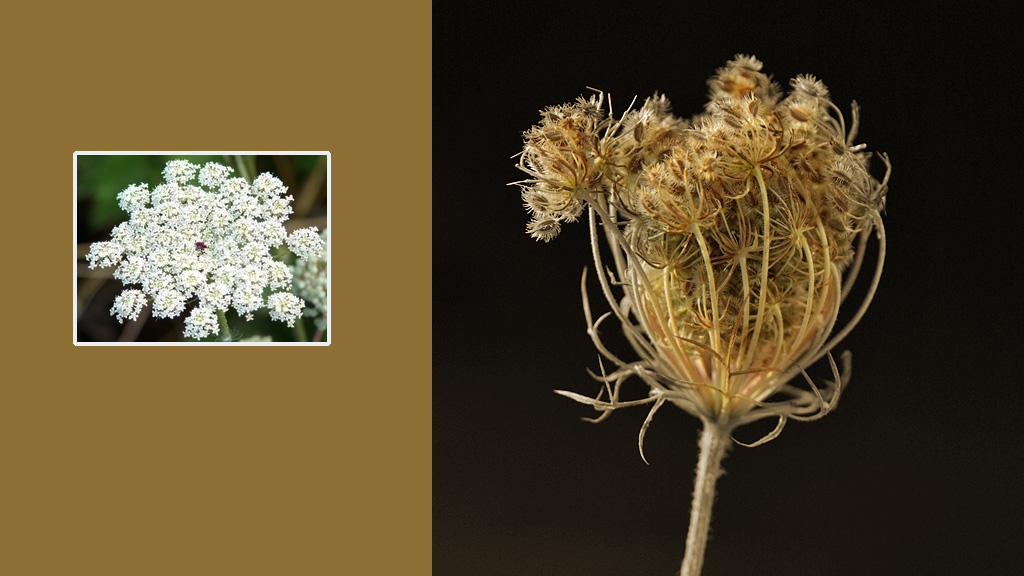
bloeiwijze en 'vogelnestje'
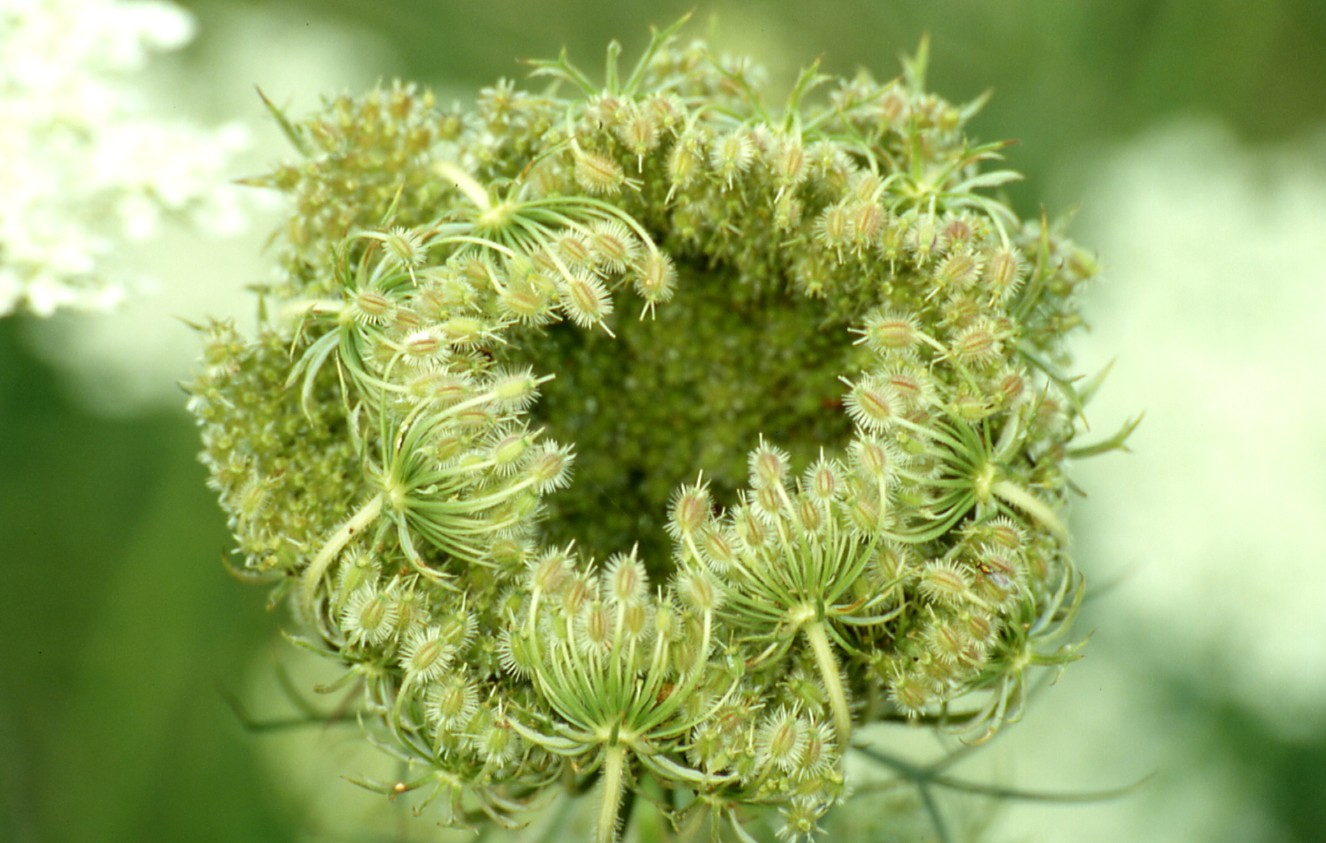
Uitgebloeide bloeiwijze: "vogelnestje"
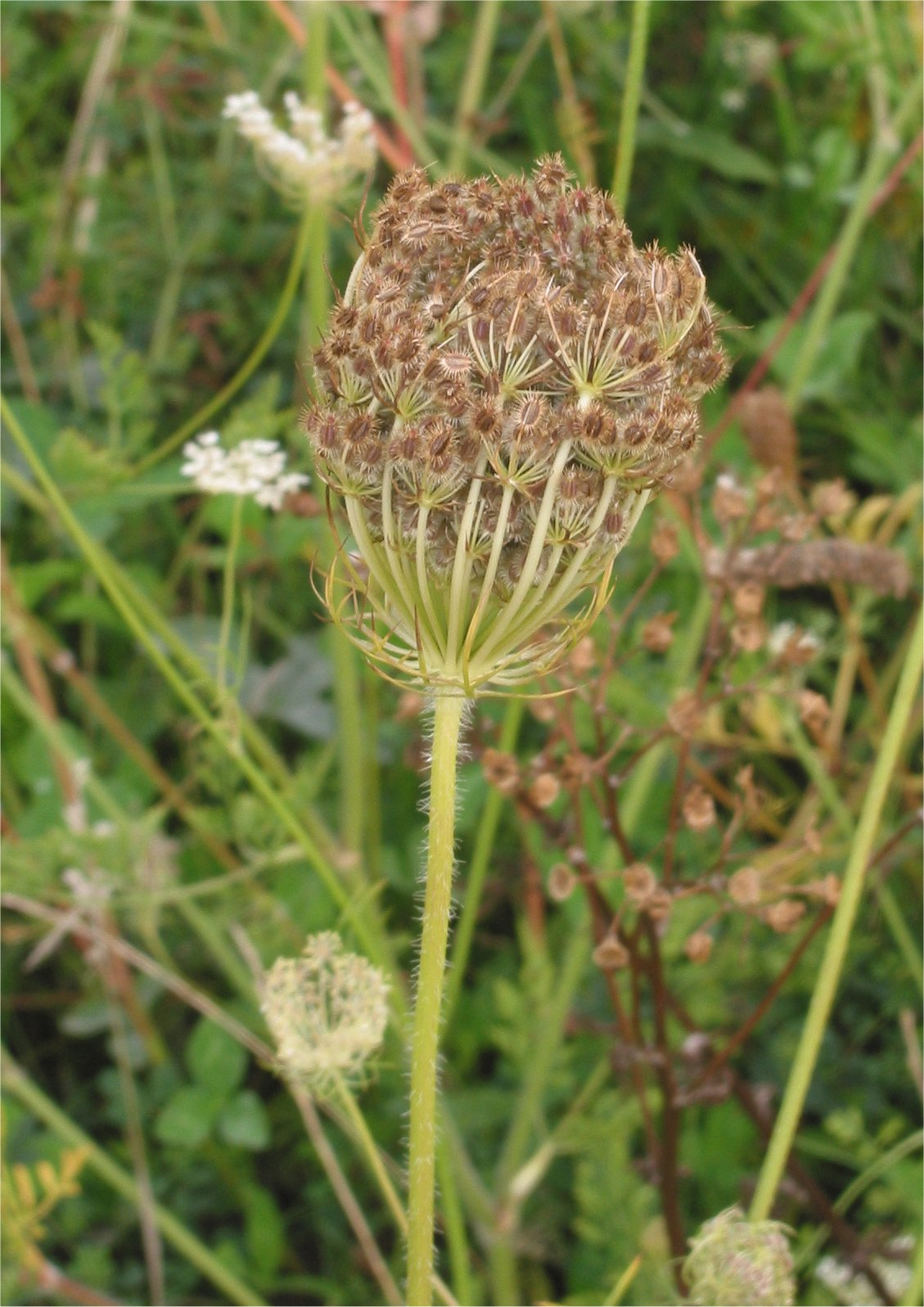
vruchten
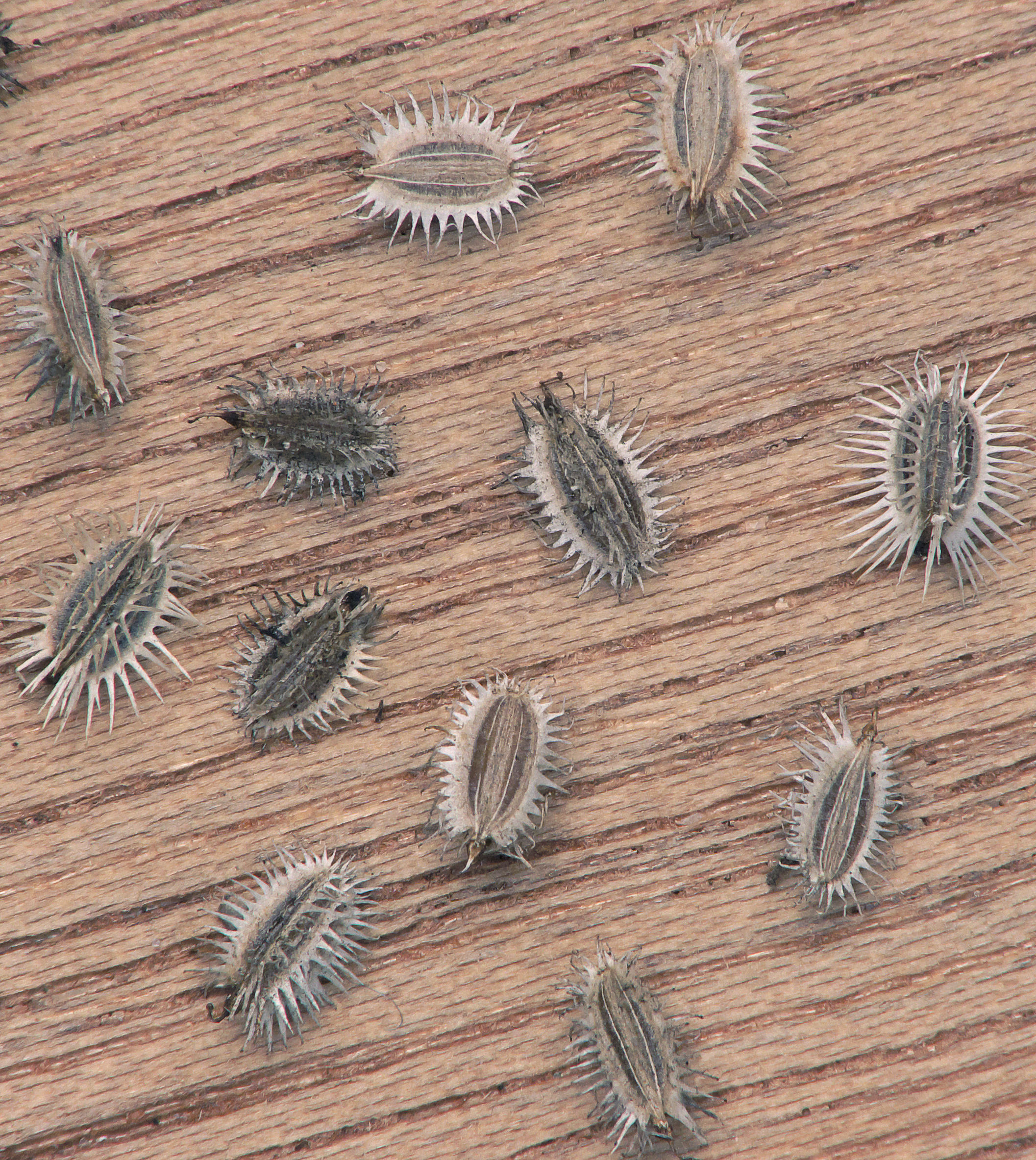
vruchten